# دشت ورامین

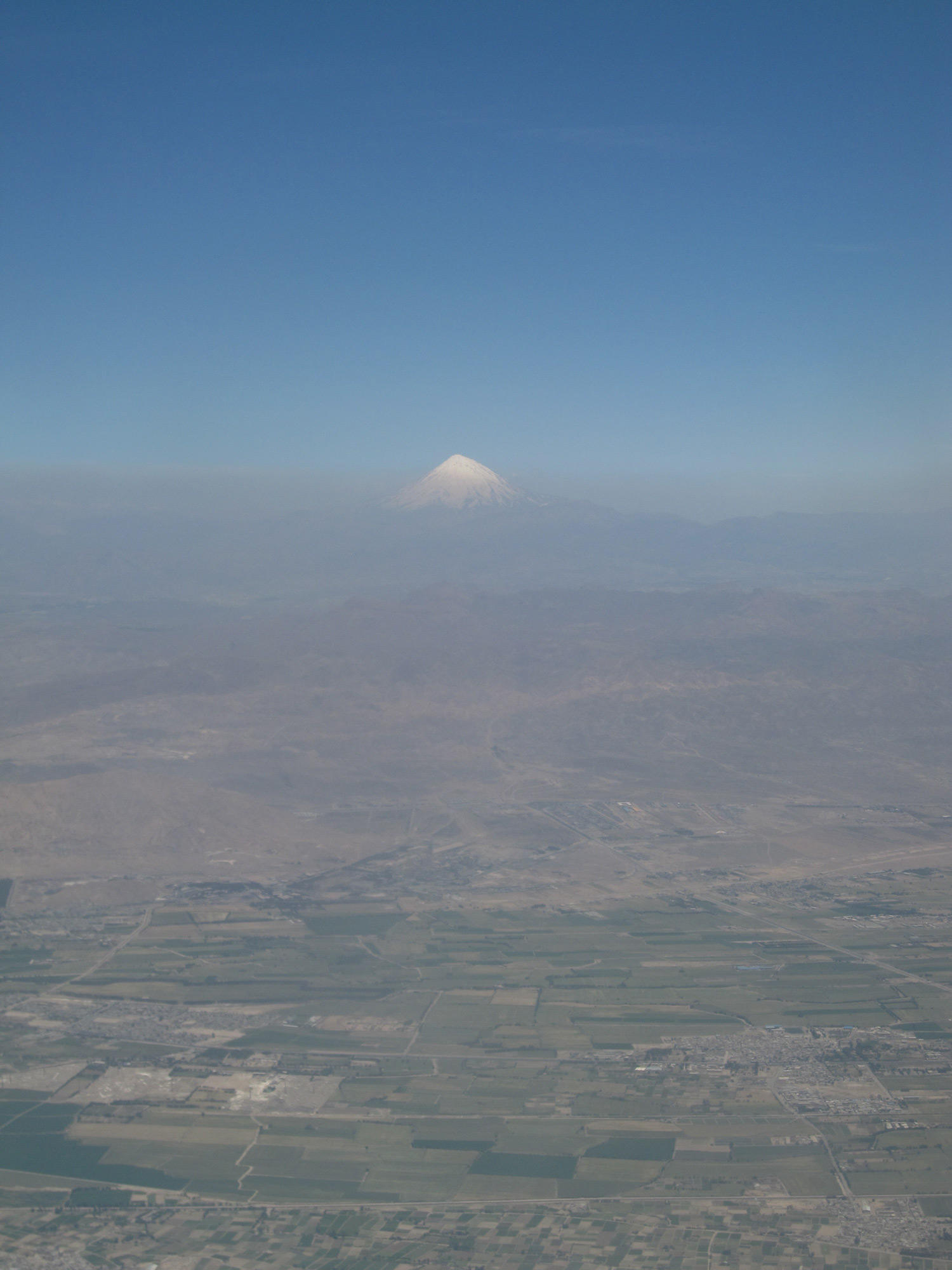
تصویری از دشت ورامین با کوه دماوند

روستایی در اطراف ورامین (اثر والتر میتل‌هولتسر حوالی سال ۱۳۰۴)

دشت ورامین دشتی در جنوب شرق استان تهران است که بین دامنه‌های کوهستان البرز و نمکزارهای دشت کویر واقع شده است. مساحت آن حدود ۱۳۰۰ کیلومترمربّع است و مخروط‌افکنهٔ رود جاجرود، که به این دشت سرازیر می‌شود، شکل مخروطی آن را حادث شده است. بالاترین نقطهٔ آن ۱۱۱۰ متر در دهانهٔ جاجرود است و پایین‌ترین نقطهٔ آن ۸۰۰ متر و در حدود ۵۰ کیلومتر به سمت جنوب است. در بخش جنوبی این دشت کوه‌های پراکنده و کم ارتفاع سیاه‌کوه قرار دارد که ارتفاعشان از ۱۳۰۰ متر بیشتر نیست. به علّت حاصلخیزی این دشت، منطقه‌ای مهم از نظر جمعیتی و کشاورزی است. علاوه بر جاجرود ۲۵۰ رشته قنات به این دشت آبرسانی می‌کنند. در تقسیمات سیاسی امروزی، این دشت شامل شهرستان‌های ورامین، پاکدشت، قرچک و پیشوا می‌شود؛ امّا از نظر تاریخی به چهار «بهنام» شامل بهنام سوخته، بهنام پازوکی، بهنام عرب و بهنام وسط تقسیم می‌شده است.

## جغرافیا
آب و هوای این دشت در منطقهٔ جنوبی خشک و در شمال مدیترانه است. میانگین بارش سالانهٔ آن ۱۵۰ تا ۲۰۰ میلیمتر است. فصل مرطوب از آذر آغاز و تا اردیبهشت ادامه دارد منابع اصلی آب در منطقه رودخانه جاجرود و چاه‌های آب است و در گذشته مجموعه‌ای از ۲۵۰ قنات نیز به این دشت آبرسانی می‌کردند. حفر چاه‌های آب جهت تأمین اب کشاورزی باعث فرونشست شدید زمین در این دشت شده است به طوری که در سال ۳۵ سانتی‌متر فرونشست دارد.

## مردمان

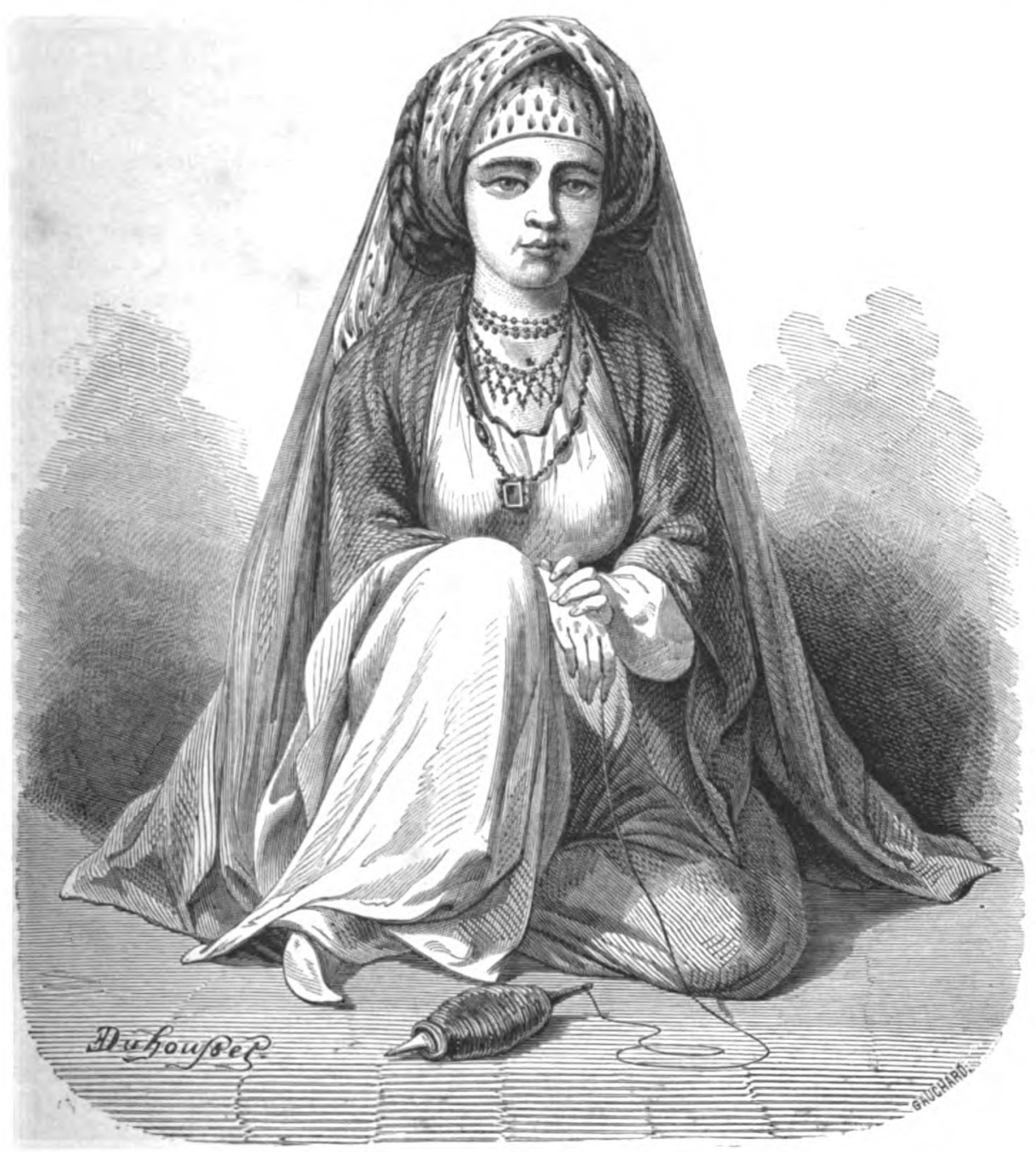
زن ایلیاتی در ورامین، ۱۸۶۲ میلادی

در طول زمان مهاجران زیادی به منطقه ورامین جذب شده‌اند که برخی از این مهاجران به دلیل‌های سیاسی کوچانده شده و برخی خود به این منطقه کوچیده‌اند. این مردمان با قومیت‌های مختلف همگی مردمان بومی منطقه محسوب می‌شوند که قبل از دوران معاصر به ورامین آمده‌اند.

### تاجیک‌ها
تاجیک‌ها مردمانی فارسی‌زبان هستند که ساکنان کاملاً بومی منطقه محسوب می‌شوند. نام تاجیک احتمالاً از آنجا که این منطقه در زمان ایلخانیان رونق داشته به جا مانده است. نام خانوادگی بیش‌تر این مردم همان تاجیک یا گاهی همراه با پسوند است. تیره‌های دیگر فارسی‌زبان در این منطقه وجود دارد که تاجیک نامیده نمی‌شوند ولی احتمالاً با تاجیک‌ها هم ریشه‌اند؛ مانند میش مست، فرجی، میری و ممیزی و…

### لرها
همچنین مقالهٔ هداوند را ببینید.
یکی از بزرگ‌ترین اقوام ساکن در ورامین لرها هستند که به سه گروه هداوند، بختیاری و زندی تقسیم می‌شوند. در بارهٔ آمدن لرها به این منطقه روایت‌های زیادی وجود دارد در بارهٔ هداوندها گفته می‌شود که گروهی در زمان شاه عباس و گروهی در زمان کریم خان زند که خود لر بود به این منطقه کوچانده شده‌اند و در بارهٔ بختیاری‌ها گفته می‌شود که از چهار محال و بختیاری به ورامین آمده‌اند. شغل لرها به صورت سنتی دامپروری و کشاورزی است.

### ترک‌ها
همچنین مقالهٔ شاهسون را ببینید.
گروه بزرگ دیگر ساکن ورامین مردمان ترک هستند که از طایفه‌های مختلفی تشکیل شده‌اند به این منطقه آمده‌اند. گروهی از آن‌ها قاجار هستند که در دوره کریم خان زند به این منطقه آمده‌اند، گویا ساکنان قفقاز بوده‌اند؛ و بقیه بیشتر در زمان قاجاریان که خود ترک بودند به ورامین آمده‌اند شاهسونها و اصانلوها نیز در دورهٔ قاجار به این منطقه آمده‌اند وگروهی از آنان از ورامین به شهرستان گرمسار نیز رفته‌اند. کنگرلوها نیز در دوران جنگ ایران و روسیه از ایروان، گروهی از نفرها و قشقاییها در دورهٔ مشروطه از منطقهٔ فارس و تیرهٔ کارخانه یوسفی احتمالاً از زنجان یا کرمانشاه به این منطقه آمده‌اند. گروهی دیگر به نام خلج وجود دارد که به ترکی خلجی تکلم می‌نمایند و به این منطقه کوچ کرده‌اند. شاهسون‌ها، عمدتاً از دشت مغان به دشت ورامین کوچانده شده‌اند. این طایفه عمدتاً در جنوب دشت ورامین یا در شمال دشت ورامین (روستای شوش آباد) سکونت دارند.

### کردها
این گروه شامل ایل پازوکی است که از کردستان ترکیه آمده‌اند و بیشتر در شمال دشت ورامین در شهرستان پاکدشت ساکنند نام قسمتی از منطقهٔ ورامین به نام بهنام پازوکی خوانده می‌شود، تیره‌های دیگر کردزبان با نام‌هایی مانند کردبچه وجود دارند. بوربورها و لِرنی‌ها نیز کرد کرمانشاه هستند.

### عرب‌ها
جمعیت قابل توجهی از عرب‌ها در دورهٔ قاجار به ورامین آمده‌اند به طوری که به قسمتی از جنوب دشت ورامین بهنام عرب می‌گویند، چند روستا نیز با پسوند عرب وجود دارد. بزرگ‌ترین گروه آنان کتی یا کوتی هستند که از نجد عمان در دورهٔ ناصرالدین شاه آمده‌اند و به زبان عربی با وامواژه‌هایی از فارسی، ترکی تکلم می‌کنند. گروه دیگر عرب، میش‌مست هستند که در صدر اسلام به خراسان (ترشیز) و سپس در دورهٔ قاجار به ورامین آمده‌اند. گروه دیگری با نام کله‌کو وجود دارد که به زبانی شبیه عربی صحبت می‌کنند ولی اطلاعات دیگری در دست نیست.

### الیکایی‌ها
همچنین مقالهٔ الیکایی (ایل) را ببینید.
الیکاییها از چالوس مازندران به منطقه خوار (گرمسار امروزی) و ورامین کوچیده‌اند و به گویش الیکایی که گویشی از زبان مازندرانی است صحبت می‌کنند و بیشترالیکائی‌ها (علی‌کایی)های ورامین در روستاهای بهنام سوخته ورامین و تیره‌های بیشتری از آنان نیز در گرمسار سکونت یافته‌اند و جمعیت زیادی نیز دارند.

### بلوچ‌ها و ترکمن‌ها
رضا شاه این دو گروه را از نواحی مرزی به علل سیاسی به منطقه آورد.